# Verdade Celestial
Verdade Celestial foi uma falsa seita religiosa, parte de uma rede de pedofilia ativa entre 2013 e 2015 em Setúbal e na aldeia de Brejos do Assa, em Palmela, em Portugal. Oito pessoas foram constituídas arguidas, ficando quatro deles em prisão preventiva, aguardando julgamento. O caso surpreendeu pelos contornos pouco habituais em Portugal, e pela forma como passou inteiramente despercebido da população, sendo considerado por fonte da Polícia Judiciária como um case study criminal. O juiz João Benildo Rodrigues, que presidiu ao coletivo do tribunal de Setúbal e julgou os arguidos em 2017, afirmou não haver memória de um caso como este em julgamento em Portugal, pela violência e gravidade ímpar dos factos ocorridos. O principal arguido, Rui Pedro, foi condenado a 23 anos de prisão, tendo cinco dos outros arguidos sido condenados a penas entre os 7 e os 19 anos de cadeia. Duas das  mulheres envolvidas, entre as quais a mulher de Rui Pedro, foram absolvidas.

## Crimes

### Setúbal
A partir de 2011, Rui Pedro Santos, o principal arguido, começou a criar uma rede de perfis falsos "com o fim de fomentar contactos e conhecer pessoas com o propósito de combinar encontros entre crianças e terceiros que quisessem ter práticas sexuais com elas, a troco de dinheiro".
Em 2013, Pedro vivia em casa de uma irmã no bairro de Monte Belo, em Setúbal, trabalhando como recepcionista num hotel, do qual foi despedido pouco antes de se mudar para Palmela. A mulher, Alexandra, é natural do Pinhal Novo,, tendo então 27 anos. Pedro abusava sexualmente do filho, na altura com sete e oito anos, fingindo brincar aos médicos. Os abusos aconteciam com o conhecimento da mãe, e muitas vezes na presença do filho mais novo de ambos, de dois ou três anos. Ao casal juntou-se um amigo, David Martins, divorciado, pai de um rapaz de cinco anos, também abusado por ambos, e a principal vítima da rede.
Com a experiência que tinha como treinador de futebol, conseguiu um lugar no Clube Desportivo de Algeruz, a treinar o Futebol Clube Esferinhas, clube amador fundado em setembro de 2012, vocacionado para a promoção do desporto nas camadas infantis, entre os 5 e os 12 anos. Ainda em Setúbal, Pedro convenceu um rapaz dos Esferinhas a frequentar a sua casa, onde conversavam e jogavam PlayStation. Em uma ocasião, Pedro apresentou-se como "um mestre espiritual" que o protegeria de "espíritos maus e demónios" se a criança lhe obedecesse. Com medo, o rapaz obedeceu. E mesmo quando tentava afastar-se ou pedia para nada fazerem, Pedro agarrava-o, forçando-o, dizendo que tinha poderes para amaldiçoá-lo.
Em 2013, o casal encontrava-se desempregado e em dificuldades económicas, vivendo apenas do salário do amigo, empregado do Lidl, levando a que todos aceitassem o convite da namorada de um primo de Pedro para viverem num anexo da quinta dos pais dela, que havia convencido a ajudar o casal, que alegadamente teria sido despejado, com os dois filhos menores, da casa onde moravam em Setúbal. Nem a moça, nem o primo de Pedro foram constituídos arguidos no processo, por não serem encontrados indícios do seu envolvimento dos crimes, apesar das explicações escolares que ali davam terem potenciado o contacto de Pedro com menores.

### Herdade de Brejos do Assa
Inicialmente Pedro procurou estabelecer-se Algeruz, procurando um espaço para alugar para dar consultas de psicologia. Arrendou inicialmente a uma moradora um anexo com sala, uma pequena cozinha e uma casa de banho, pagando 150 euros. Ainda chegou a pintar as paredes, mas acabou por nunca habitar ali. A proprietária acabou por devolver-lhe o dinheiro, por aparentarem ser pessoas pobres.
Pedro, a mulher e os filhos terão chegado à freguesia em inícios de 2014. A população acreditava que tinham vindo do Norte, com os dois filhos, então de dois e sete anos. Pedro, então com 32 anos, dizia ser treinador de futebol de formação e psicólogo, vocacionado a ajudar crianças. Em janeiro de 2014, instalaram-se nuns anexos de quintal, no terreno de uma luxuosa vivenda, envolvidos por arvoredo, cujos telhados dificilmente se avistam da estrada, pertença de um casal da aldeia, pais da namorada do primo de Pedro.
O casal e os filhos, juntamente com Martins, que se fazia passar por seu antigo motorista, e o filho deste estabeleceram-se no anexo da herdade. Juntou-se-lhes depois um casal de raparigas com cerca de 20 anos, fugidas da casa dos pais, em Aveiro, por estes não aceitaram a sua homossexualidade, que Pedro conhecera pela internet. As moças foram viver para a casa,  e embora tomassem conta das crianças e por vezes fossem buscá-las à escola, tinham práticas sexuais à frente delas, chegando a demonstrar como se usa um vibrador. André Marques, de 27 anos, licenciado em gestão pelo Instituto Superior de Economia e Gestão, que havia assumido a sua homossexualidade, não sendo aceite pelos pais conservadores. Sentindo-se "perdido", acabaria por se juntar ao grupo. Rui Pedro foi buscá-lo a Sete Rios, em Lisboa, para conhecer a quinta, possibilitando-lhe logo na primeira noite abusar de um primo e afilhado dos donos da quinta, então com 11 ou 12 anos. O menor conseguiu que saíssem do quarto, nunca mais voltando a pernoitar ali. Todos contribuíam de alguma forma para a falsa seita, acreditando que Pedro tinha "superpoderes". Todos os oito arguidos viviam naquelas instalações de forma permanente ou provisória, até à sua detenção em junho de 2015. Faziam ali a vida, dividindo-se entre uma casa e um pequeno anexo ao fundo do terreno.
O primeiro contacto com as crianças fazia-se muitas vezes quando Pedro se oferecia para as ajudar, enquanto "psicólogo", depois de as conhecer. O contacto fazia-se por vezes no campo de futebol da aldeia, mas também por via da publicidade que a mulher fazia nos cafés às consultas do marido. Com os contactos feitos através dos treinos de futebol com os pais das crianças, e pela publicidade deixada pela mulher, Pedro começou a dar consultas de psicologia. As duas primeiras eram gratuitas, custando depois cinco euros. Apresentando falsas credenciais de psicólogo, chegou a apresentar relatórios para a escola da condição de um menino com dislexia. Os documentos eram insuspeitos, neles sendo usada a mesma linguagem técnica que a mãe e avó da criança reconheceram de relatórios anteriores feitos pelos verdadeiros psicólogos da escola. De acordo com os relatórios elaborados pelos psicólogos da Polícia Judiciária, Pedro é um "burlão manipulador, mentiroso, convincente naquilo que diz", conseguindo argumentar e convencer as pessoas sem sequer as confrontar. Dessa forma, rapidamente integrou-se na freguesia, conseguindo um conjunto de clientes, todos menores. Paralelamente, dava explicações, conseguindo os alunos através de panfletos que deixava na escola básica local, frequentada pelo filho. Uma vez o negócio montado, Pedro acabou por deixar os treinos de futebol. O amigo servia de motorista da organização, trazendo e levando os rapazes a casa dos pais.

#### Seita da Verdade Celestial
Durante mais de um ano, Pedro recebeu crianças na casa e no anexo, a pretexto de se ocupar delas, dando explicações e organizando Atividades de Tempos Livres (ATL) no quintal, com piscina insuflável, onde algumas mães deixavam os filhos. O espaço localizava-se no centro de uma enorme quinta com árvores de fruto e rodeada de videiras, sendo impossível avistar da estrada. Os habitantes de Brejos do Assa acreditavam tratar-se realmente de um verdadeiro ATL. Havia consultas de psicologia, explicações e atividades, num espaço apreciado pelas crianças. Os próprios pais chegaram a ser convidados para festas e sessões de karaokê. No espaço, Pedro criava situações por forma a fotografar as crianças que frequentavam a herdade, enquanto as acariciava. As imagens, assim como as descrições físicas de cada um dos meninos, eram depois usadas numa série de sites destinados a encontros gay, onde passava horas. Aí acabou por encontrar vários homens com preferências específicas por crianças, começando a lhes vender os serviços.
De modo a camuflar o esquema, Pedro serviu-se dos seus conhecimentos enquanto Testemunha de Jeová, criando uma seita religiosa internacionala que chamou "Verdade Celestial". Elaborou um conjunto de regras, com categorias hierárquicas, da qual alegava ser ele o "Mestre", respondendo, por sua vez, a um mestre espanhol, de nome Pablo. Por forma a sustentar a mentira, Pedro criou no Facebook uma série de perfis falsos. Os cargos dos outros membros da comunidade, que deviam obediência total ao mestre, eram distribuídos pelo grau de importância que iam adquirindo na hierarquia: Ungidos Reais, Ungidos Especiais e os Servos Devotos. Quem fugisse às regras de Rui Pedro, podia ser selváticamente espancando.
Pedro passou então a falar da "Verdade Celestial" às crianças, apresentando-se como o "Mestre", criando um mundo imaginário que servia ao mesmo tempo para aliciar e assustar. Rui Pedro dizia às crianças que todos eram abençoados por um deus do qual ele era o representante na terra, e que a casa estava protegida dos espíritos maus que tentavam entrar, sendo as práticas sexuais eram uma forma de partilharem as boas energias. Rui Pedro pregava como filosofia a vida em comunidade e a entreajuda entre crianças e adultos, dizendo que para que nenhum mal lhes acontecesse enquanto grupo, todos teriam de aceitar os rituais, sendo Rui Pedro o líder e o representante de um deus a quem todos deviam obediência. Aos adultos a quem convenceu a juntarem-se a ele, e à mulher, dizia que para o grupo só existia a verdade, em nome de uma vida em comunidade com obediência ao mestre com o qual eram efetuados atos sexuais apresentados como atos purificadores. Se contassem a alguém, seriam todos sacrificados.
Segundo a filosofia pregada por Rui Pedro, as crianças eram portadoras de más energias e nelas pousavam, de quando em quando, espíritos demoníacos. Para as libertar eram necessários três rituais. O primeiro, e mais importante, tinha como foco o pénis, que afirmava ser o membro por excelência de purificação, uma vez que penetrava as carnes das crianças; o sexo oral surgia num segundo escalão, e por fim a ejaculação dos adultos por cima dos seus corpos. Chegar ao primeiro escalão, a cópula com as crianças, tornava-se assim no grande objetivo dos predadores.
Os sinais ligados à falsa seita eram invisíveis da estrada, tendo a Polícia Judiciária que percorrer o caminho de terra para encontrar inscrito numa árvore o nome "Javeh" e um crucifixo, rodeados por cadeiras onde seriam feitas as supostas cerimónias religiosas. No interior, existiam colchões espalhados por todo o lado, e documentos com as regras da organização.
Pedro atemorizava as crianças com ameaças que iam da necessidade de serem protegidos de espíritos malignos, à premonição de acidentes em que estariam envolvidos. Os rapazes passavam por uma cerimónia semelhante ao batismo, embora o grande objetivo não fosse "chegar ao céu", mas ser purificado. Pedro dizia a crianças e a adultos que as práticas sexuais, com ou sem ameaças, eram "atos purificadores". Existiam vários graus de "purificação", todos eles através de atos sexuais com os menores, começando por carícias, masturbação, sendo o  topo o sexo com penetração. Os "purificadores" da seita eram os predadores sexuais. Uma das regras do grupo de pedófilos era que o 'elemento purificador' era o pénis e que as vítimas deviam ter menos de 14 anos, "por serem inocentes e puras".
Pedro aproveitava as vezes em que conseguia persuadir as crianças a pernoitar na quinta para trazer a clientela pedófila até lá. Eram então sujeitas a vários abusos sexuais, sempre sozinhas, para que os crimes não fossem testemunhados por outras crianças, e sempre sob o pretexto da purificação. Pedro  cobrava entre 30 a 60 euros pelos serviços. Alguns dos homens acabavam por dormir lá, enquanto outros iam embora depois dos abusos.
Num dos casos Pedro aliciou um adolescente, irmão mais velho de um rapaz de quem fora treinador de futebol, aproveitando as consultas de psicologia, nas quais o jovem expôs dúvidas quanto à sexualidade. Pedro convenceu-o de que ter relações consigo permitiria partilhar "energias positivas", sendo a única forma de "satisfazer os pedidos dos anjos" para que não lhe sucedesse um grave acidente de viação. Juntou depois outros três homens ao grupo, assim como as duas raparigas que habitavam na casa, tendo todos participado em vários abusos ao rapaz. Noutra ocasião, a estratégia para conseguir abusar da crianças passou por convencer que seria o futuro mestre da seita, e que o pai era assolado por demónios, simulando ao rapaz, despido e vendado, através de um preparado que espalhava no corpo, que estaria a ser tocado por um anjo. O silêncio da criança foi conseguido com a ameaça de que todos seriam sacrificados se revelasse o que acontecera. Pedro recorria igualmente a supostos sons demoníacos, que guardava no telemóvel, para assustar e abusar dos rapazes que pernoitavam na quinta.

## Investigação e prisões
No início de Junho de 2015, o recém-licenciado Marques entrou em conflito com Rui Pedro, dizendo-lhe que ia abandonar a organização. Pedro respondeu-lhe que, se o fizesse, corria sérios riscos de vida, alegando que existiam elementos da PSP e da GNR na organização, e que esta tinha dimensões internacionais. Pedro castigou-o, obrigando-o a despir-se e vergastando-o com ramos de árvores. A 8 de junho, Marques fugiu da quinta e, amedrontado, dirigiu-se à Polícia Judiciária (PJ) de Setúbal, que inicialmente não acreditou no relato. Apesar da incredulidade, uma vez  que a história envolvia crianças, prontificaram-se a atuar.
Em duas semanas, a PJ conseguiu reunir vários peritos, obtendo mandados de busca e detenção para junho de 2015. Na madrugada de 25 de Junho, com grande aparato policial, foram realizadas buscas e detenções, sendo levados os oito adultos acusados de abuso sexual de crianças. Nas buscas foram encontrados computadores com dezenas de ficheiros de imagens ou vídeos, com "imagens pornográficas que expunham menores, com idade inferior a 18 anos, alguns ainda crianças de colo", segundo o despacho de acusação. Foram também recolhidos vestígios de sémen, papéis com regras e todas as provas que pudessem confirmar a história da testemunha que havia fugido da seita. Em Brejos do Assa a população desconhecia totalmente o que se passava no interior da herdade, sendo surpreendida pelas detenções e pelo aparato policial.
Seguiram-se horas de interrogatórios, de identificações das crianças, e de cruzamento de provas, que incluíam chats na internet, vídeos, fotografias feitas na casa. Nos interrogatórios, Pedro não foi um suspeito cooperante, contradizendo-se e omitindo informações. Por persistência da polícia, acabou por confessar, alegando ter sido ele próprio abusado em criança, à frente dos pais, na suposição de que a sua culpa seria atenuada por essa declaração. Foram identificadas oito vítimas, entre elas os filhos de Pedro e do homem que servia de motorista. Segundo o despacho de acusação, as crianças tanto eram convencidas como forçadas, como fez com o rapaz dos Esferinhas. Estes métodos foram usados depois, com outras crianças. De acordo com o despacho, que se baseia em provas testemunhais, como depoimentos para memória futura das crianças, em provas periciais de natureza psicológica e sexual, em várias horas de conversações electrónicas entre os arguidos, estes "revelam um total desrespeito pelas crianças vítimas […] mas, mais do que isso, são manifestos os laivos de sadismo com que falam dos menores […], evidenciando uma total falta de empatia com o sofrimento causado nas vítimas, seja físico, seja psicológico".
Embora Pedro não tivesse cadastro, apurou-se que já tinha deixado um pedófilo ir a sua casa acariciar o seu filho, filmando o ato e dele obtendo lucro. No computador foram encontradas inúmeras imagens dele próprio, de pornografia infantil e erotização dos próprios filhos, que depois partilhava com outros pedófilos.
Juntamente com Pedro, foram detidos outros quatro homens, que agiam como "purificadores" da seita: o rapaz recém-licenciado; Bruno Fernandes, de 32 anos, licenciado em Direito que se fazia passar por advogado; David Martins; e o primo de Rui Pedro, que namorava a filha dos donos da quinta, tendo ficado os primeiros três em prisão preventiva. Um quinto arguido já se encontrava preso preventivamente desde 19 de fevereiro de 2015, no âmbito de outro processo, igualmente por abuso sexual de menores. A mulher de Pedro e as duas raparigas de Aveiro foram detidas, aguardando julgamento em liberdade, com termo de identidade e residência.
A acusação aos cinco homens e três mulheres pelo Ministério Público ficou concluída em junho de 2016, doze meses após a detenção, tendo o procurador pedido que os arguidos perdessem as responsabilidades parentais. Os filhos de Pedro ficaram, entretanto, à guarda da mãe. O despacho de acusação, datado de 23 de Junho de 2016, salientou a gravidade do caso, uma vez que  os dois principais arguidos eram homens que "não se coibiram de assim agir com os próprios filhos", assumindo com eles comportamentos que "não raras vezes deixam mazelas físicas e psicológicas gravíssimas para as crianças". Pedro aguardava julgamento em prisão preventiva no Estabelecimento Prisional de Setúbal, acusado de dezenas de crimes de abuso sexual de crianças, crimes de violação agravada, atos sexuais com adolescentes, crimes de pornografia de menores agravados, seis crimes de lenocínio agravado e um crime de usurpação de funções, entre 2013 e Junho de 2015, quando foi preso preventivamente. A prisão preventiva foi igualmente aplicada a outros três acusados de dezenas de crimes de abuso sexual de crianças ou de pornografia de menores. O processo cobre mais de 400 crimes, que começaram em Setúbal, passando no início de 2014 para Brejos do Assa.
Entretanto, a Comissão de Proteção de Menores e Jovens em Risco decidiu avaliar se as crianças que foram vítimas dos abusos se encontram seguras com quem vivem, uma vez que os pais nunca suspeitaram de nada, apesar das condições do espaço que frequentavam.

## Julgamento e condenações
O julgamento começou a 10 de Janeiro de 2017 no Tribunal de Setúbal, decorrendo à porta fechada, sendo apenas pública a leitura do acórdão. Dois dos principais arguidos aceitaram falar no início. O principal arguido, Rui Pedro, apenas falou nas alegações finais, para dizer que tinha encontrado a liberdade na prisão, declarações tidas como não genuínas pelo juiz. Os factos foram reconhecidos e descritos pelos acusados durante as perícias psicológicas conduzidas pelo Instituto Nacional de Medicina Legal, na fase final do julgamento.
A 12 de dezembro de 2017, Rui Pedro foi condenado a uma pena de 23 anos de prisão, sendo considerado culpado de ter abusado de oito menores, incluindo o seu próprio filho, entre 2011 e 2015. A leitura do acórdão começou com uma hora de atraso, prolongando-se por mais de duas. O presidente do colectivo de juízes afirmou que se restringiria aos factos mais relevantes, admitindo no final que "Provavelmente haverá muito mais do que aqui veio a tribunal." Em tribunal Rui Pedro disse estar arrependido, chegando a pedir a pena máxima de 25 anos para si próprio. Nas alegações finais, o Ministério Público desqualificou o suposto arrependimento do arguido, apontando-o como falso, pedindo uma pena de de 23 anos, que o Tribunal de Setúbal acabou por confirmar.Pelas dezenas de crimes a que foi condenado, Rui Pedro acumularia uma pena de mais de 150 anos, dos quais 10 anos pelos abusos sexuais cometidos sobre o próprio filho com sete e oito anos à data dos factos. Grande parte do acórdão lido pelos três juízes do colectivo, presidido por João Benildo Rodrigues, centrou-se na figura de Rui Pedro, que o tribunal designou por "arguido referencial", afirmando que "criou uma realidade paralela muito sustentada numa teia electrónica" e "na sua megalomania veio a contar com pessoas que seduziu ou o seduziram". Benildo Rodrigues afirmou que todos os atos sexuais eram do conhecimento do líder ou obedeciam a ordens suas. As perícias psicológicas denotaram em Rui Pedro uma psicopatia, com factor de risco extremamente elevado para cometer crimes, em particular crimes sexuais, ausência de remorso e um estilo manipulativo marcado. O juiz qualificou alguns dos principais arguidos como tendo psicopatologias, demarcada desvalorização das agressões sexuais, traços manipuladores ou tendências manipuláveis.
O tribunal considerou que grande parte dos crimes sexuais ficou provada, louvando "o manancial de prova" recolhida. Considerou, porém que as declarações para memória futura, conduzidas pelo Ministério Público, "não observaram" a forma como devem ser recolhidas em quatro das oito crianças ouvidas. O colectivo de juízes entendeu, assim, estarem estas declarações "inquinadas" pela forma como a procuradora terá levado as crianças a relatarem os factos, dizendo para não terem medo, que ninguém iria saber, que não estavam a ser gravadas, quando estavam, e dizendo explicitamente: "Tens que falar, querido" ou "Tu não queres ver o Rui Pedro fora da prisão, pois não?". Ao desvalorizar quatro dos oito testemunhos para memória futura, o tribunal não deu como provado o crime de abuso sexual de um dos três principais arguidos, David Martins, sobre o seu filho de cinco anos, ficando este condenado a uma pena de sete anos e cinco meses, por crimes sexuais e mais de uma centena de crimes de pornografia infantil. Martins ficou ainda inibido de exercer as responsabilidades parentais até 2027, quando o filho fizer 18 anos.
Dos restantes sete arguidos, cinco, quatro homens e uma mulher, foram condenados a penas de prisão entre os sete e os 19 anos de prisão. Esta última foi aplicada a André Marques, o rapaz recém licenciado que servia de braço direito de Rui Pedro na condução do grupo de abusadores, e que havia denunciado o caso à PJ de Setúbal. O tribunal considerou que a denúncia não fora feita em beneficio das crianças, mas sim "para salvar a sua pele", e que o arguido teve muitas oportunidades para o fazer antes de Junho de 2015. Bruno Fernandes e David Martins, foram condenados, respectivamente, a oito anos e quatro meses e a sete anos de prisão. Cláudio Santos, o arguido que já se encontrava preso na altura das detenções, foi condenado a sete anos de prisão. Nádia Campos, uma das raparigas vindas de Aveiro, foi condenada a sete anos e oitos meses de cadeia.
As restantes duas mulheres, entre as quais a mulher de Rui Pedro, foram absolvidas. Apenas um dos arguidos tinha antecedentes, por crime de pornografia infantil agravada, pelo qual cumpre uma pena de prisão.
Sete rapazes, entre os cinco e os 14 anos, e um adolescente nascido em 1999, foram abusados entre 2013 e 2015. Entre as vítimas encontravam-se os próprios filhos de dois dos pedófilos, que ficaram com sequelas profundas, físicas e psicológicas, devido aos abusos sexuais repetidos, levando o tribunal a proibir também o exercício do direito parental aos dois homens.
No respeitante à indemnização cível, Rui Pedro e André Marques foram condenados a pagar individualmente 30 mil euros, e Bruno Fernandes e Cláudio Sousa a pagar 10 mil euros cada.
O juiz presidente do coletivo do tribunal de Setúbal, João Benildo Rodrigues, classificou o caso de "psicopatia, perturbação de personalidade e estilo manipulatório". Considerou tratar-se de um caso de grande perversidade, acrescentando que "nem os animais eram capazes de algumas destas práticas".
O filho de David Martins, retirado à guarda paterna, vive com a mãe e a avó materna. Os filhos de Rui Pedro e Alexandra foram entregues aos avós maternos, vivendo também com a mãe, absolvida no processo por considerar o tribunal que não ficou provado que tivesse conhecimento da situação.
Em outubro de 2019, Cláudio Santos, um dos oito membros do grupo, teve a pena agravada. Santos foi condenado num processo que decorreu no Tribunal de Loures por um crime de pornografia infantil, tendo o coletivo de juízes do Tribunal de Setúbal aumentado de sete para 10 anos e nove meses a sua pena de prisão. Na decisão de cúmulo jurídico, a juíza Paula Sá Couto considerou que o arguido gravava as crianças em atos sexuais "como se fossem meninos de ninguém". O arguido atribuiu o comportamento a fatores externos, como a depressão de que sofria, não convencendo a juíza.